# 춤제

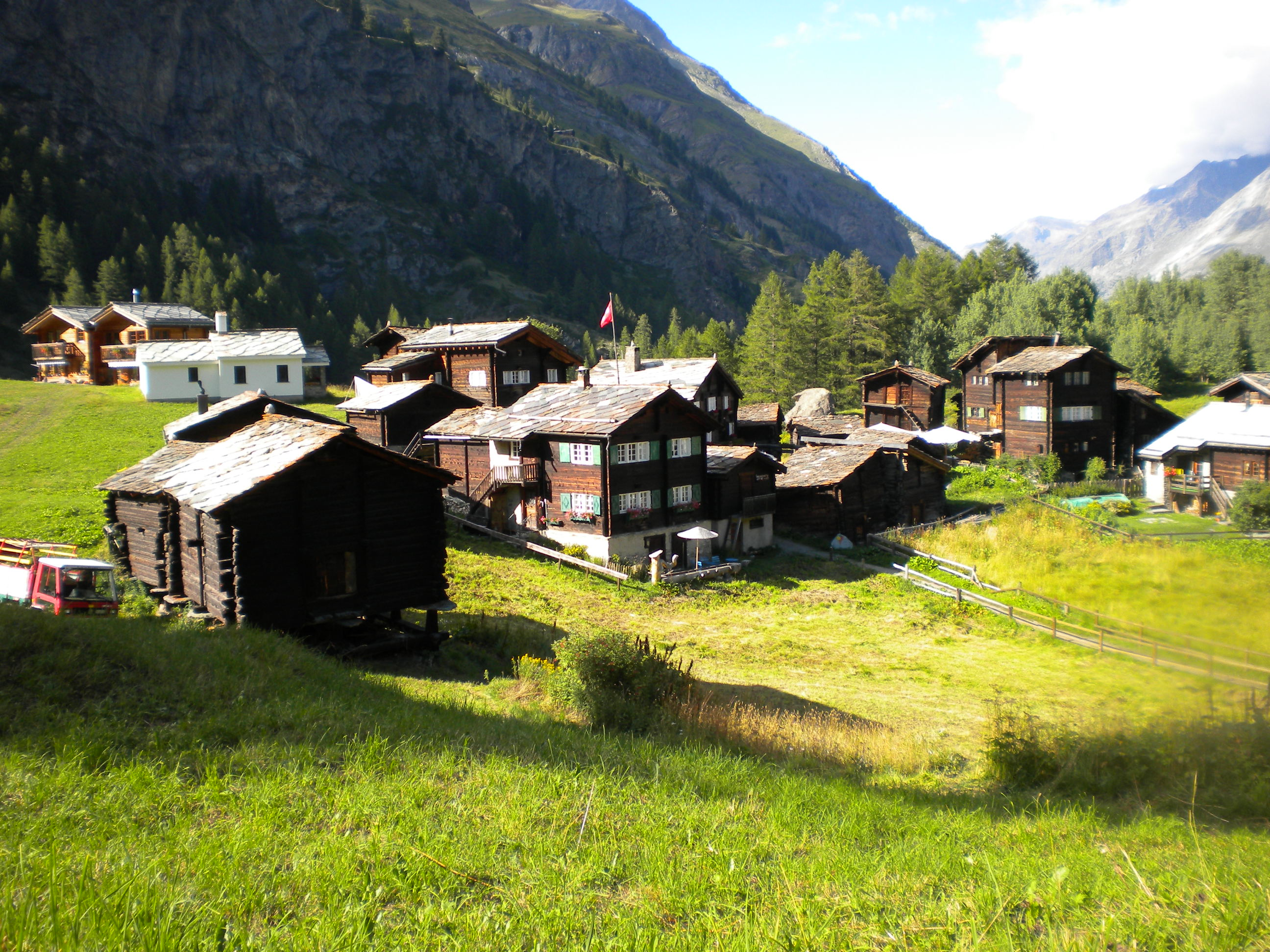
북쪽 경관

춤제(독일어: Zum See)는 스위스 발레주 체르마트 근처의 작은 마을이다. 이 마을은 해발 1,766m의 체르마트 위, 마터호른 기슭의 츠무트바흐와 고르네라강 사이에 있다. 작은 마을에는 예배당과 미식 레스토랑이 있다.
춤제는 체르마트 또는 작은 마을 바로 위에 위치한 푸리 케이블카 정류장에서 도보로만 갈 수 있다.